# Robert O’Brien
Robert O’Brien (Lyndhurst, New Jersey, 1908. április 11. – Hackensack, New Jersey, 1987. február 10.) amerikai autóversenyző.

## Pályafutása
Pályafutása alatt a Formula–1-es világbajnokság egy versenyén vett részt. Az 1952-es belga futamon tizennegyedikként ért célba, hat körös hátrányban a győztes Alberto Ascari mögött.

## Eredményei

### Teljes Formula–1-es eredménylistája
(Táblázat értelmezése)

(Félkövér: pole-pozícióból indult; dőlt: leggyorsabb kört futott) 

| Év   | Csapat         | Modell                | Motor                    | 1   | 2   | 3      | 4   | 5   | 6   | 7   | 8   | Helyezés | Pont |
| ---- | -------------- | --------------------- | ------------------------ | --- | --- | ------ | --- | --- | --- | --- | --- | -------- | ---- |
| 1952 | Robert O’Brien | Simca-Gordini Type 15 | Simca-Gordini Straight-4 | SUI | 500 | BEL Hn | FRA | GBR | GER | NED | ITA | -        | 0    |